# Santa Ynez
Santa Ynez és una concentració de població designada pel cens dels Estats Units a l'estat de Califòrnia. Segons el cens del 2000 tenia 4.584 habitants.

## Demografia
Segons el cens del 2000, Santa Ynez tenia 4.584 habitants, 1.627 habitatges, i 1.277 famílies. La densitat de població era de 226,6 habitants/km².
Dels 1.627 habitatges en un 36,3% hi vivien nens de menys de 18 anys, en un 68% hi vivien parelles casades, en un 7,4% dones solteres, i en un 21,5% no eren unitats familiars. En el 15,5% dels habitatges hi vivien persones soles el 7% de les quals corresponia a persones de 65 anys o més que vivien soles. El nombre mitjà de persones vivint en cada habitatge era de 2,78 i el nombre mitjà de persones que vivien en cada família era de 3,09.
Per edats la població es repartia de la següent manera: un 26,2% tenia menys de 18 anys, un 4,7% entre 18 i 24, un 25,5% entre 25 i 44, un 28,8% de 45 a 60 i un 14,9% 65 anys o més.
L'edat mediana era de 42 anys. Per cada 100 dones de 18 o més anys hi havia 88,4 homes.
La renda mediana per habitatge era de 80.284 $ i la renda mediana per família de 84.467 $. Els homes tenien una renda mediana de 56.286 $ mentre que les dones 45.688 $. La renda per capita de la població era de 33.811 $. Entorn del 3% de les famílies i el 5,5% de la població estaven per davall del llindar de pobresa.

## Poblacions més properes
El següent diagrama mostra les poblacions més properes.